# Regina Fudem

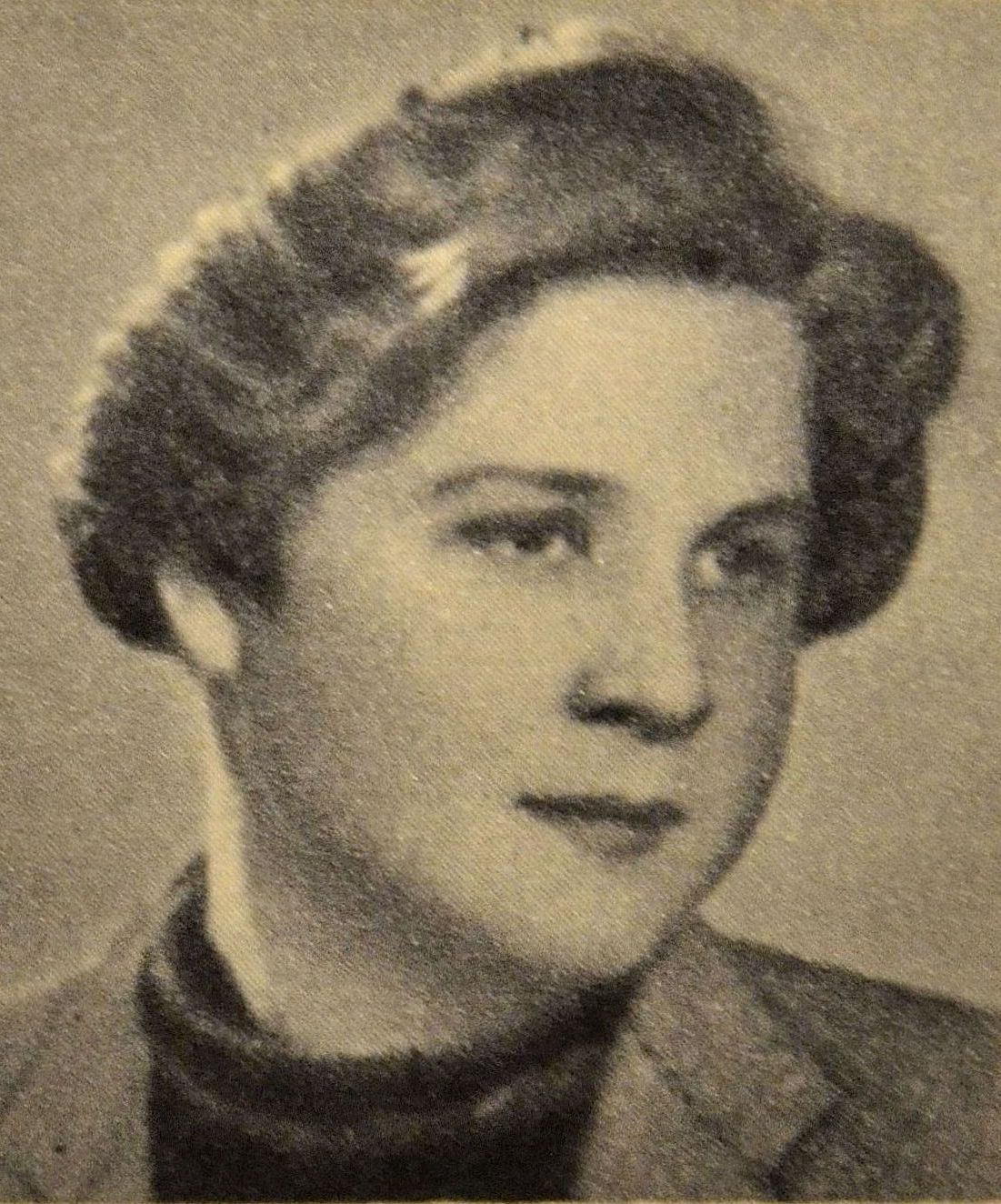
Regina Fudem

Regina Fudem (jiddisch רעגינע פֿודעם; geboren 1922 in Warschau, gestorben am 29. Mai 1943 in Warschau) war eine jüdische polnische Widerstandskämpferin. Während der deutschen Besetzung Polens kämpfte sie unter dem Decknamen Lilit als Partisanin in der jüdischen Widerstandsbewegung. Beim Aufstand im Warschauer Ghetto wurde sie getötet, als sie Menschen durch die Kanalisation zur Flucht verhalf.

## Leben
Regina Fudem (in einigen Quellen „Fuden“) wurde 1922 in einer armen jüdischen Familie in Warschau geboren. Ihre Mutter war Jochwet Chwat; ihr Vater, Szya Fudem, war von Beruf Schneider. Regina hatte fünf Brüder: Szymon, Hersz, Mosh und Leon sowie eine Schwester, Bela.
Im Jahr 1940 wurde die Familie von der nationalsozialistischen Besatzungsmacht zwangsweise ins Warschauer Ghetto umgesiedelt. Trotz schwieriger und gefährlicher Bedingungen beteiligte sich Fudem am geheimen Kulturleben, das für den Überlebenswillen und geistigen Widerstand der jüdischen Bevölkerung bedeutsam war. Sie spielte in einem hebräischen Theaterkreis und engagierte sich in der Widerstandsarbeit.
Über ihr Leben sind nur wenige Dokumente erhalten. Sie besuchte vier Klassen eines Gymnasiums und begann anschließend zu arbeiten. 1937 trat sie in die zionistisch-sozialistische Jugendorganisation Hashomer Hatzair (Junger Wächter) ein. Diese international tätige Organisation verband Elemente der Pfadfinder-Bewegung mit dem Ziel einer kollektiv-sozialistischen Zukunft in Palästina. Auffallend war die (zumindest formale) Gleichberechtigung von Mädchen innerhalb der Bewegung, was dazu führte, dass junge Frauen später eine wichtige Rolle im Widerstand spielten.
1942 wurde Regina Fudems gesamte Familie (Eltern, Großeltern, Brüder, Schwester und Angehörige der erweiterten Familie) deportiert und im Vernichtungslager Treblinka ermordet. Sie selbst entkam, weil sie untergetaucht war. Nur ihr Bruder Leon überlebte den Holocaust und legte nach dem Krieg in der israelischen Gedenkstätte Yad Vashem Zeugnis ab über das Schicksal seiner Familie.

## Untergrundkampf
Angesichts der systematischen Vernichtung der jüdischen Bevölkerung im besetzten Polen schlossen sich im Oktober 1942 mehrere jüdische Widerstandsgruppen zur Jüdischen Kampforganisation (ŻOB) zusammen. Ziel der ŻOB war es, den Widerstand besser zu organisieren und sich vor allem zu bewaffnen, um weitere Deportationen zu verhindern und die jüdische Bevölkerung zu schützen. Die meisten ŻOB-Mitglieder waren junge Menschen aus jüdischen Jugendorganisationen wie dem Jungen Wächter, die gelernt hatten, sich untereinander zu stützen und daraus ihre Kraft zum Widerstand zu beziehen. Etwa ein Drittel der rund 500 Kämpferinnen und Kämpfer waren Frauen.
Unter dem Tarnnamen „Lilit“ kämpfte Regina Fudem in der ŻOB und galt als unentbehrliche Verbindung zwischen dem Warschauer Ghetto und der polnischen Untergrundbewegung. Der Holocaustüberlebende Israel Gutman beschreibt sie in seiner Autobiografie als eine der erfahrensten Kuriere der ŻOB. Sie war zudem eine Spezialistin für die Erkundung von Abwassertunneln, die beim geplanten Aufstand als Fluchtwege aus dem Ghetto dienen sollten.

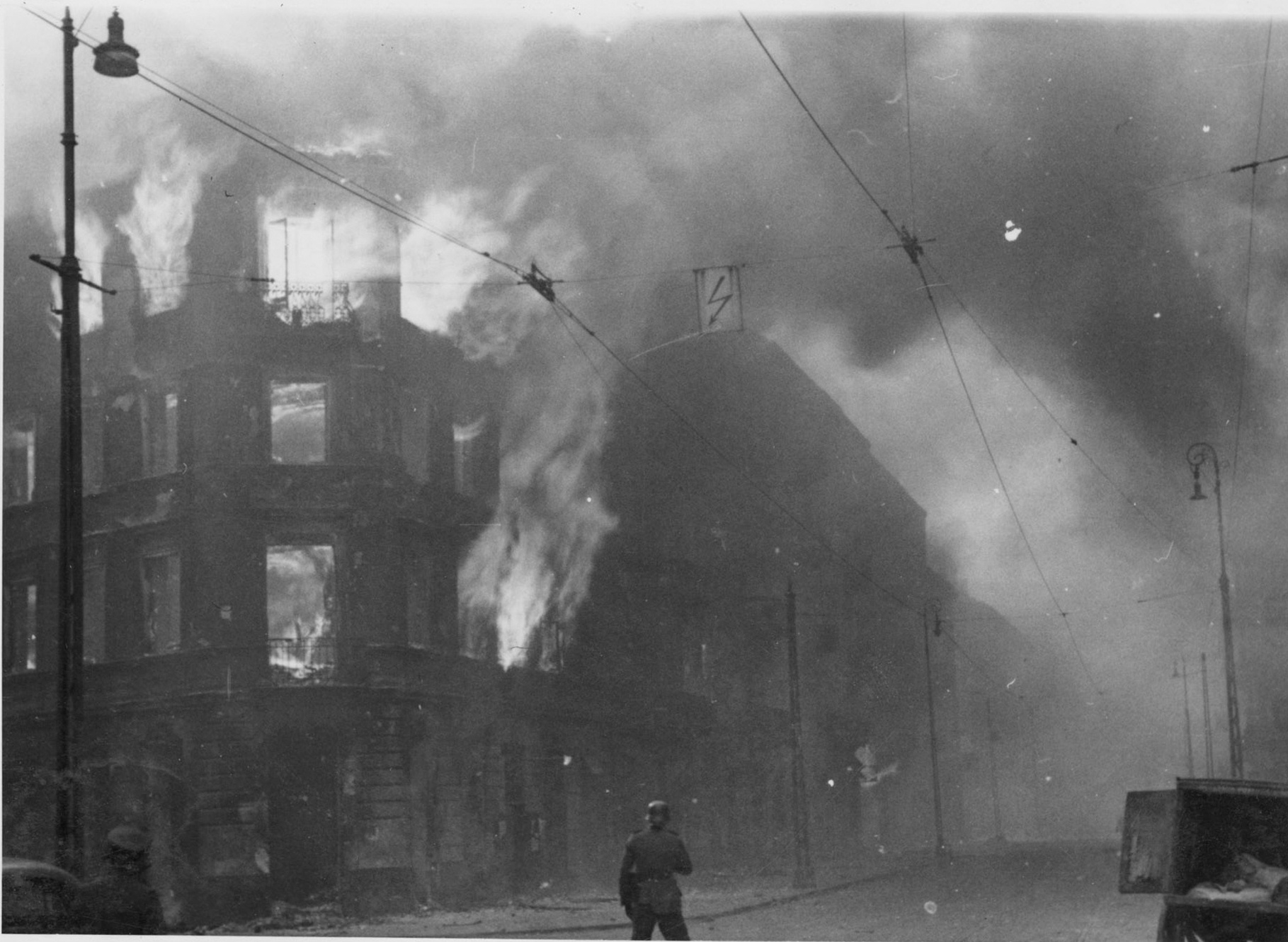
Brennende Häuserblocks im Warschauer Ghetto 1943 (Quelle: Stroop-Report der SS)

Während des Aufstands im Warschauer Ghetto, der am 19. April 1943 begann, war Regina Fudem als Verbindungsoffizierin für die in den Többens- und Schultz-Schuppen operierenden Kampfgruppen der ŻOB eingesetzt. Auch eine Verletzung hielt sie nicht davon ab, weiterzukämpfen.
Zehn Tage nach Beginn des Aufstands, am 29. April 1943, wurden von der SS die Häuser des Ghettos in Brand gesetzt. Die immer noch erbittert Widerstand Leistenden waren in der Flammenhölle gefangen. Regina Fudem stellte Gruppen von Kämpferinnen und Kämpfern zusammen, um sie durch die unterirdischen Abwassertunnel der Kanalisation auf die halbwegs sichere „arische“ Seite Warschaus zu führen.
Nachdem sie auf diese Weise bereits 40 Menschen befreit hatte, kehrte sie durch die Kanalisation zurück in das brennende Ghetto, um weitere Menschen zu retten. „Die Kanäle waren inzwischen mit Wasser und Leichnamen bis fast an die Decke gefüllt,“ beschreibt eine Quelle. Bei der erneuten Rettungsaktion wurde sie von den Deutschen getötet. Sie wurde 21 Jahre alt.

## Auszeichnungen
Für ihre Verdienste im bewaffneten Kampf gegen die Nazi-Invasoren wurde Regina Fudem postum von der Volksrepublik Polen mit zwei Orden ausgezeichnet:
- 1948 mit der Silbernen Medaille für „Verdienste auf dem Gebiet des Ruhmes“[11]
- 1963 (durch einen Beschluss des Staatsrats vom 12. April 1963) mit dem Silbernen Kreuz des polnischen Militärverdienstordens Virtuti Militari.[12]